# 常岡一郎
常岡 一郎（つねおか いちろう、1899年〈明治32年〉1月12日 - 1989年〈昭和64年〉1月2日）は日本の政治家、参議院議員（2期）、宗教家、文筆家。

## 経歴
1899年（明治32年）福岡県糟屋郡古賀町（現古賀市）に生まれる。慶應義塾大学部理財科に在学していたが、卒業前に結核に倒れ、同大学を中退。闘病と共に天理教の修養を始める。
1935年（昭和10年）修養団体『中心社』を創設。その後、月刊誌「中心」を主宰し中心社主幹。この他、養護施設中心学園、養護老人ホーム中心荘を経営して社会福祉に貢献、健康学園を創建。兼ねてよりの持論である5健運動を推進する。
1950年（昭和25年）第2回参議院議員通常選挙全国区に緑風会から出馬し参議院議員に当選。1962年（昭和37年）第6回参議院議員通常選挙落選により引退。その後は天理大学副学長などを務めた。1969年（昭和44年）春の叙勲で勲二等瑞宝章を受章。
1989年（昭和64年）1月2日、90歳で死去。死没日をもって従四位に叙される。

## 著書
- 鮮満と印象 天理教筑紫分教会 1927年
- 節と心 6版 やまと書院 1933年
- 明るさくらさ 中心社 1936年
- 中心の示す道 実業之日本社 1938年
- 建国を偲びて 天理教道友社 1939 興亜文庫
- 天の手紙 第1輯 中心社 1939
- 終りなし 天理時報社 1940
- 運命と生活 中心社 1941 中心日本 2 個人篇
- 空はあけてある 中心社 1941 中心日本 1(国家篇)
- 常岡一郎講演集 第2輯 中心社 1942
- 闘病の五千日　病む人のために 中心社 1952
- 独り立つ 不倒の立ち方・繁榮の根源 中心社 1952.6
- どたんば物語 中心社 1954
- 中心の生活 池田書店 1955 現代宗教思想全集 第3巻
- 運命をひらく心 講談社 1968
- 自然にまなぶ心 講談社 1972
- 『わかるための信仰』（養徳社、1983年）
- 『夫婦 愛を育てる』（柏樹社、1985年）
- 『魂の暦集（上～下巻）』（名古屋中心会、2008年）